# Sabayon Linux
SabayonLinux was een Italiaanse op Gentoo gebaseerde Linuxdistributie, ontwikkeld door Fabio Erculiani en zijn team. Sinds 14 april 2018 zijn  er geen nieuwe ontwikkelingen meer en is Sabayon opgevolgd door MocaccinoOS.

## Basis
Omdat Sabayon op Gentoo is gebaseerd, maakt deze ook gebruik van Portage als pakketbeheerder, wat betekent dat er gebruik kan worden gemaakt van Gentoo-pakketten.
Het verschil met Gentoo is dat tijdens de eerste installatie, in plaats van het hele systeem te installeren vanuit broncode, gebruik wordt gemaakt van voorgecompileerde pakketten, wat de installatietijd verkort. Het init-systeem systemd wordt gebruikt om op te starten sinds versie 13.08.

## Bijzonderheden
Sabayon wordt uitgegeven in een live-dvd (of live-cd in de "Mini"-editie), die de gebruiker in staat stelt het systeem eerst te testen zonder het te installeren, ook kunnen er spelletjes gespeeld worden.
Een andere eigenschap van Sabayon is dat er veel waarde wordt gehecht aan "Looks", er wordt gebruikgemaakt van een eigen thema en het systeem bevat ook 3D-windowmanagers als Compiz, XGL en Beryl. Het motto van Sabayon is dan ook "When art meets inspiration". Om dit allemaal te laten werken worden er zeer veel stuurprogramma's voor met name grafische kaarten meegeleverd.
De meegeleverde desktopomgevingen zijn KDE (standaard), GNOME en Fluxbox. Sabayon bevat ondersteuning voor systemd.